# Hoàng Bá Vinh
Hoàng Bá Vinh hoặc Già Vinh (1918 – ?) là tu sĩ, doanh nhân và chính khách Việt Nam Cộng hòa. 

## Tiểu sử

### Thân thế và học vấn
Hoàng Bá Vinh sinh năm 1918 tại Hà Tĩnh, Trung Kỳ, Liên bang Đông Dương. Khi đi học thì thân sinh ông đã khai bớt đi hai tuổi thành ra trong các giấy tờ đều ghi là sinh năm 1920. 
Hồi nhỏ Hoàng Bá Vinh có học trường Dòng nhưng đến năm 1944 khi đang học triết học và thần học thì xảy ra vụ mười mấy linh mục chống chính sách thực dân của Pháp bị bắt. Vì dính líu vụ này nên ông cũng bị Pháp bắt giam vài tháng. Đến khi Nhật đảo chính Pháp thì tất cả bọn họ mới được thả. Từ đó ông quyết định thôi học. 

### Sự nghiệp chính trị
Lúc xảy ra chiến tranh Việt - Pháp vào cuối năm 1946, ông phải bỏ thủ đô tản cư về quê, qua Phát Diệm thăm đức cha Lê Hữu Từ và bị giữ lại ở đó. Nhờ có học võ lúc nhỏ nên ông đã tổ chức huấn luyện các đội thanh niên tự vệ vùng Thanh Hóa ngầm chống Việt Minh. Trong khoảng thời gian này ông có liên lạc với Ngô Đình Diệm đang sống tại dòng Chúa Cứu Thế. Ông được xem là nhân vật quan trọng góp phần đưa ông Diệm về nước nhậm chức Thủ tướng Quốc gia Việt Nam và lên làm Tổng thống Việt Nam Cộng hòa sau này.
Về sau ông đứng ra tổ chức một đoàn thuyền buôn lậu ngược xuôi giữa hai cửa bể Thanh Hóa và Hải Phòng, lấy Phát Diệm làm vùng gạch nối giữa vùng Tề và vùng Việt Minh. Tại Hà Nội, nhờ một số linh mục bảo đảm mà ông mướn được căn nhà của Trần Văn Chương tại đường Hàng Cỏ làm nơi hội họp liên lạc. Nhờ vậy mà ông có dịp gặp nhóm Lê Quang Luật và gia nhập Phong trào Liên hiệp Dân chúng mà Lê Quang Luật làm lãnh tụ để hoạt động ủng hộ cho hai anh em ông Diệm. Ít lâu sau, do nảy sinh mâu thuẫn nội bộ mà ông quyết định rời khỏi nhóm này để hoạt động riêng lẻ. 
Dưới thời Đệ Nhất Cộng hòa, Hoàng Bá Vinh là Ủy viên Trung ương Đảng Cần Lao, cạnh Tổng Bí thư Ngô Đình Nhu, đặc trách Xứ ủy Bắc Việt. Nhờ sự bảo trợ của ông Nhu mà ông đắc cử Dân biểu Quốc hội Lập hiến khóa I từ năm 1956 đến năm 1959. Rồi sau làm Hội kế viên Quốc hội Lập pháp khóa II từ năm 1959 đến năm 1963. Bên cạnh đó, ông trở nên giàu có nhờ phát triển hoạt động trong nhiều lĩnh vực kinh doanh khắp miền Nam. 

### Cuối đời
Sau đảo chính ngày 1 tháng 11 năm 1963, nhờ sự khoan hồng của tướng Trần Văn Minh, Chủ tịch Ủy ban Điều tra Tài sản nhà Ngô và Cần Lao, ông chỉ bị tù 10 tháng đến năm 1965 mới được trả tự do rồi sang Pháp sống vương giả cho đến cuối đời bên cạnh gia đình vợ đã có Pháp tịch từ trước. Không rõ ông mất vào lúc nào. 